# メッテ＝マリット (ノルウェー王太子妃)
メッテ＝マリット（ノルウェー語: Kronprinsesse Mette-Marit, 1973年8月19日 - ）は、ノルウェー王太子ホーコンの妃。旧名はメッテ＝マリット・ヒェッセム・ホイビー（Mette-Marit Tjessem Høiby）。

## 略歴
ジャーナリストの父スヴェン・ホイビーと母マリット・ヒェッセムの子として、ノルウェー南部のクリスチャンサンで生まれた。兄2人と妹1人がいる。11歳の時に両親が離婚したため、母に育てられた。
交換留学生としてオーストラリアの高校で学んだことがある。少女時代の生活は荒れたものであり、麻薬に手を染めたこともあった。1996年、当時交際していた男性との間に子を身ごもったが、男性は妊娠が判明すると彼女を捨てた。1997年1月、シングルマザーとして長男のマリウスを出産。これを機に彼女は今までの生活を改めることを決意して麻薬を断ち切り、育児をしながら飲食店などで働くかたわら、猛勉強の末にノルウェー最難関のオスロ大学へ入学した。
オスロ大学の学生だった1990年代後半、王太子ホーコンとロックフェスティバルで意気投合。マリウスを連れてホーコンと同棲を始めた。王太子が結婚もしないまま同棲するのはもちろん、彼女がシングルマザーであることも国民の驚きを持って迎えられた。また、2人の交際が深まるにつけ、マリウスの父親が麻薬常習者で服役していること、彼女自身も過去に麻薬パーティーに参加した経歴があることなどが次々と暴露されたため、連日マスコミは彼女らを非難した。2000年12月に正式に婚約が発表され、その際の会見でメッテ＝マリットは涙ながらに自らの過去を国民に謝罪し過去との決別を約束。この会見で好感度を急上昇させ、国民の支持を獲得した。2001年8月25日、オスロ大聖堂で成婚 。
結婚後は、公務や外国王族の冠婚葬祭に出席する機会が多くなり、海外訪問を積極的にこなしている。2002年から2003年、ロンドン大学東洋アフリカ研究学院 (SOAS)で中東・アフリカ関連の講義を受講。ノルウェー開発協力局（NORAD）にインターンとして勤務したこともある。また、国際連合エイズ合同計画（UNAIDS）の活動に関わっている。
ホーコン王太子との間に、イングリッド・アレクサンドラ（2004年 - ）、スヴェレ・マグヌス（2005年 - ）の2子がある。マリウスには王位継承権はない。
2011年7月に発生したノルウェー連続テロ事件での犠牲者の中には、メッテの義兄（母親の再婚相手の連れ子）が含まれている。